# Ton Scherpenzeel
Ton Scherpenzeel (né le 6 août 1952 à Hilversum, Pays-Bas) est un claviériste néerlandais, cofondateur du groupe de rock progressif Kayak avec Pim Koopman et Max Werner.
Son premier album solo (1978) est une adaptation du Carnaval des animaux de Camille Saint-Saëns.
En 1980, Ton compose la bande originale du film hollandais Spetters avec Rutger Hauer.
À la suite de la dissolution de Kayak en 1982, Ton devient le claviériste de Camel, groupe britannique. Il a également joué quelques années avec Earth and Fire.

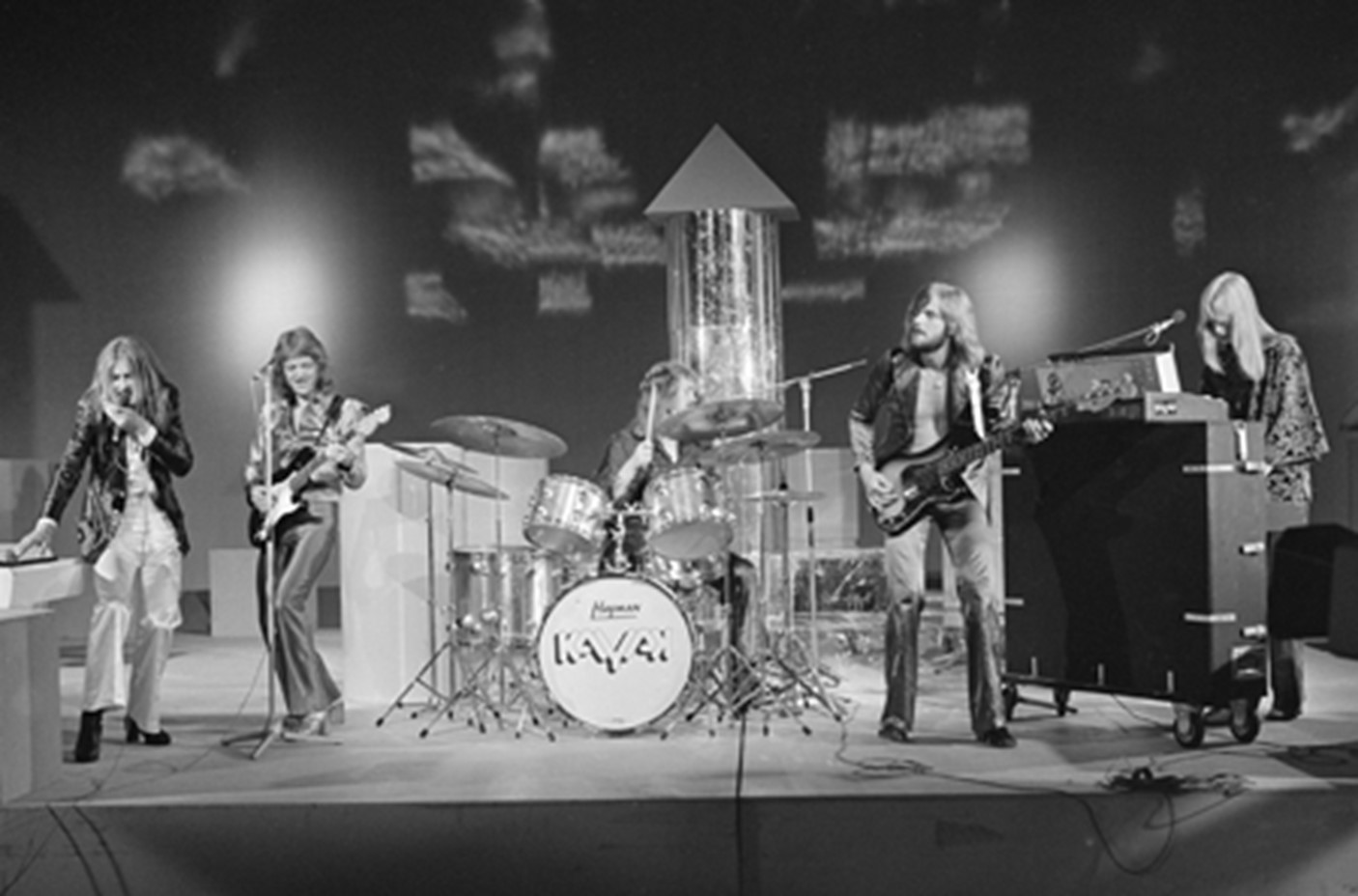
Kayak sur la scène de l'émission de télévision néerlandaise TopPop en août 1974.
De gauche à droite : Max Werner, Johan Slager, Pim Koopman, Bert Veldkamp et Ton Scherpenzeel.

## Sources
- (en) Cet article est partiellement ou en totalité issu de l’article de Wikipédia en anglais intitulé « Ton Scherpenzeel » (voir la liste des auteurs).